# Syndactyla subalaris
Syndactyla subalaris là một loài chim trong họ Furnariidae.